# Ryan Richards
Pour les articles homonymes, voir Richards.
Ryan Richards, né le 24 avril 1991 à Chatham (Angleterre), est un joueur professionnel britanno-jamaïcain de basket-ball, pouvant évoluer aux postes d'ailier fort et de pivot. Il évolue actuellement au Japon avec l'équipe des Aomori Wat's.

## Carrière en club

### Premières années
Alors qu'il a quinze ans, Ryan Richards joue pour l'équipe senior des Medway Park Crusaders en troisième division anglaise jusqu'à l'été 2006. La même année, il reçoit une bourse pour l'académie de Gran Canaria et finit par jouer pour les équipes des moins de 16 et moins de 18 ans jusqu'en 2007.
À l'été 2007, Ryan Richards participe au Nike Hoop Summit et devient le plus jeune joueur de l'histoire du tournoi. Il joue alors pour la World Team aux côtés de joueurs comme Nicolas Batum ou Omri Casspi. De retour en Espagne, il décide de rester sur l'île de la Grande Canarie et rejoint l'équipe CB Agüimes du championnat junior pour la saison 2007-2008.
En été 2008, Richards participe au Nike Junior International Tournament. En jouant trois matchs pour le Real Madrid, il marque 15,3 points et prend 6,7 rebonds en moyenne.

### Débuts professionnels
Après deux ans passés dans l'archipel des Canaries, Ryan Richards rejoint l'équipe belge de Dexia Mons-Hainaut alors entrainée par l'Américain Chris Finch. À Mons, il joue principalement pour l'équipe réserve mais figure dans le noyau professionnel à quelques reprises.
À l'été 2009, Richards participe au Nike Junior International Tournament pour une deuxième fois consécutive. Cette fois-ci, il représente l'équipe allemande Brose Baskets et s'offre une moyenne de 29 points et 13 rebonds.
Pour la saison 2009-2010, il retourne à Gran Canaria. Alors qu'il joue pour l'équipe réserve en 4e division espagnole et n'a pas de perspective en équipe professionnelle, il est prêté en première division suisse au BBC Monthey pour le restant de la saison.
Le 24 juin 2010 après plusieurs jours de Draft Combine, Ryan Richards est choisi par les Spurs de San Antonio avec le 49e choix du second tour lors de la draft 2010 de la NBA.

### Débuts post-draft (2011-2013)
En tant que rookie, Ryan Richards ne joue aucun match officiel pour les Spurs de San Antonio. Il passe la plupart de son temps au Texas à récupérer de deux opérations aux épaules qui l'écartent des terrains pendant plusieurs mois.
En septembre 2011, après une convalescence réussie et un court passage en équipe des moins de vingt ans de Grande-Bretagne, Richards retourne en Europe pour retrouver du temps de jeu. Il rejoint alors les Lugano Tigers du championnat suisse pour la saison 2011-2012. Malgré de bons résultats et un temps de jeu important, Ryan Richards quitte l'équipe en février 2012 pour des raisons personnelles. Avec une moyenne de 11,2 points et 6,7 rebonds en quinze matchs de championnat suisse, il est le deuxième meilleur joueur de l'effectif .
Deux mois plus tard, en avril 2012, Richards rejoint l'équipe géorgienne de Soukhoumi Tbilissi qui vient de se qualifier pour les playoffs géorgiens. Il arrive en renfort jusqu'à la fin de la saison 2011-2012. En cinq rencontres de Superligue géorgienne il réussit 12,2 points et 5,8 rebonds en moyenne.
Après son passage en Géorgie, Richards participe à la NBA Summer League à Las Vegas. Ce sont les Spurs de San Antonio qui l'accueillent en juillet 2012. Il joue entre autres aux côtés de Kawhi Leonard, mais ne réussit pas à se faire remarquer.
Alors que Richards se trouve au milieu d'une controverse en amont des Jeux olympiques, il réussit tout de même à trouver une nouvelle équipe en novembre 2012. Il signe avec l'équipe polonaise championne en titre Asseco Prokom Gdynia qui participe notamment à l'Euroligue pour la saison 2012-2013. Après seulement neuf matchs de championnat et quelques apparitions en Euroligue dans lesquelles il marque 4,4 points en moyenne, Richards quitte déjà la Pologne en janvier 2013.
À la suite de cette courte aventure en région de Poméranie, Richards trouve un nouveau club un mois plus tard. En février, il s'installe alors en Autriche avec l'équipe BC Zepter Vienna en première division autrichienne. Il démontre ses qualités en demi-finales dans une série de 5 matchs face aux Kapfenberg Bulls en marquant 22,6 points avec 6,2 rebonds en moyenne à 57 % au tir. Vienne accède à la finale des playoffs et réussit à battre les Oberwart Gunners sur le score de 3-2. Ryan Richards remporte son premier trophée professionnel à l'âge de 22 ans.

### Europe et Asie (2013-2017)
Un mois après son passage en Autriche, Ryan Richards participe pour la deuxième fois à la NBA Summer League de nouveaux à Las Vegas. Avec les Spurs de San Antonio, il dispute quatre des cinq rencontres et marque 5,5 points en moyenne avec 52 % de réussite. Il se fait remarquer lors de la victoire 90-80 contre les Bucks de Milwaukee. En moins de 16 minutes, il marque 18 points avec 3 rebonds à 8 sur 11 au tir.
Pour la nouvelle saison 2013-2014, Richards quitte l'Europe en direction des Émirats arabes unis pour signer avec l'équipe d'Al Nasr Dubaï en septembre. Quelques semaines après sa signature, il décide déjà de quitter Al Nasr alors que le championnat n'a pas encore débuté. 
Le 10 décembre 2013, Richards retourne en Europe et rejoint l'équipe d'Ikaros Chalkidas du championnat grec, fraîchement relocalisée à Chalcis en début de saison. L'équipe finit dernière du championnat et se voit reléguée en fin de saison 2013-2014. En 19 matchs de saison régulière, Richards marque 9,5 points avec 4,9 rebonds en moyenne à 36,8 % au tir.
Après un troisième passage en NBA Summer League d'affilée en juillet 2014, Ryan Richards retourne pour une deuxième fois en Autriche et signe à nouveau avec le BC Zepter Vienna le 13 juillet 2014, un an après avoir remporté le championnat autrichien. Trois mois plus tard le club annonce avoir rompu le contrat de Richards d'un commun accord. Dans une déclaration l'entraîneur Andrea Maghelli précise que Richards ne présente pas d'esprit d'équipe, ce qui le pousse à prendre cette décision. Il dispute tout de même 5 rencontres en championnat et réussit à inscrire 20,2 points avec 6,8 rebonds par match en moyenne à 66,7% de réussite au tir, meilleure moyenne de l'équipe jusqu'à son départ.
Quelques jours plus tard, le 24 octobre 2014, Richards se trouve déjà une nouvelle équipe en Hongrie. Il rejoint Egis Körmend, équipe du championnat hongrois qui participe également à l'EuroChallenge pour la saison 2014-2015. En avril 2015, Richards termine sa saison sur un total de 26 rencontres en championnat dans lesquelles il marque 22,3 points avec 8,8 rebonds en moyenne par match. En 6 matchs d'EuroChallenge il présente des statistiques comparables avec 20,7 points et 7,8 rebonds en moyenne.
En avril 2015, alors que la saison 2014-2015 du championnat iranien est toujours en cours, Richards rejoint l'université Azad basée à Téhéran. Il aide l'équipe à finir la saison régulière à la première place et atteint la finale des playoffs qu'il perd 3-2 face au Mahram Téhéran début juin 2015. Ses statistiques personnelles sur 12 matchs en Iran s'élèvent à 19,6 points et 9 rebonds en moyenne par match.
En juin 2015, Ryan Richards découvre la Chine pour la première fois en signant avec les Guangxi Rhinos. L'équipe évolue en National Basketball League (NBL), l'antichambre de la Chinese Basketball Association comparable à la G-League aux États-Unis. Il dispute son dernier match en NBL le 9 septembre 2015 en quarts de finale des playoffs desquels les Rhinos se font éliminer. En 11 apparitions il s'offre une moyenne de 24,6 points, 13 rebonds et 2,8 passes décisives par match.
De retour en Iran pour la saison 2015-2016 du championnat iranien, Richards porte cette fois-ci les couleurs de Shahrdari Gorgan, équipe qu'il avait battu en demi-finales la saison précédente avec l'université Azad. Le 19 novembre, il dispute son septième match sous ses nouvelles couleurs contre Naft Abadan. Grâce à son trois-points à 1,8 seconde de la fin, Richards offre la victoire 82-80 à son équipe. Il finit le match avec 31 points et 5 rebonds. Au cours de la saison Gorgan se qualifie pour les playoffs à la sixième place du classement mais se fait éliminer en quarts de finale par Naft Abadan sur le score de 2-0. Richards cumule une moyenne de 20,9 points et 9 rebonds par match pour la saison entière en Iran.
Le 29 mars 2016, Richards s'envole pour le Liban et signe avec l'équipe Club Sagesse du championnat libanais pour le restant de la saison . Il dispute 6 rencontres dans le second tour de la saison régulière. En mai, Richards décide de partir en première division du Bahreïn rejoindre l'équipe d'Al-Ahli. Ses deux courtes aventures au Liban et au Bahreïn sont ses 15e et 16e passages en club professionnel à l'âge de 25 ans.
De juillet à août 2016, Ryan Richards participe au tournoi annuel The Basketball Tournament (TBT) pour l'équipe Overseas Elite. Aux côtés de Pops Mensah-Bonsu, il remporte la finale face à la Team Colorado et empoche 174 000 dollars. Un mois après la victoire du TBT, Richards est invité au camp d'entraînement des Spurs de San Antonio le 9 septembre 2016. Son choix est officialisé le 26 septembre. Son passage ne dure pas longtemps puisque les Spurs annoncent ne plus vouloir continuer la collaboration avec Richards le 30 septembre.
Fin octobre 2016, Ryan Richards se dirige vers la Macédoine du Nord et rejoint un club de la capitale Skopje, KK Karpoš Sokoli. Le club évolue en première division macédonienne mais aussi en Ligue adriatique et en Ligue des Balkans pour la saison 2016-2017. En novembre, Richards quitte déjà le KK Karpoš Sokoli après seulement 4 matchs en Ligue adriatique à 6 points en moyenne et 1 match en Ligue des Balkans.
Le 3 décembre 2016, Ryan Richards retourne pour une troisième fois en Iran. Il s'engage avec l'équipe Naft Abadan du championnat iranien qui participe également à la coupe d'Asie de l'ouest des clubs champions (WABA Champions Cup) pour la saison 2016-2017. Il fait sa première apparition en championnat le 2 janvier 2017 en marquant 6 points en 16 minutes. Naft Abadan se hisse en finale des playoffs iraniens mais se fait éliminer par Petrochimi Bandar Imam 3-0 le 25 mai 2017. Richards termine la saison en championnat avec une moyenne de 11,2 points par match en 21 rencontres.

### Tour du monde (2017-2022)
Absent de toutes compétitions depuis l'été 2017, Ryan Richards se déplace à Vienne pour une troisième fois de sa carrière. Début mars 2018, il rejoint à nouveau le BC Hallmann Vienna qui a changé de nom depuis son dernier passage en 2014. Alors qu'il avait signé jusqu'en fin de saison 2017-2018, Richards quitte son club en avril en raison d'une blessure à l'épaule qui l'a rendu inapte de disputer la moindre rencontre depuis son arrivée.
Après un passage en équipe nationale en été 2018, Ryan Richards retourne en Grande-Bretagne pour la première fois depuis ses débuts en 2006. Il signe un contrat de courte durée avec les Surrey Scorchers pour la saison 2018-2019 le 20 décembre 2018. Son contrat expire le 3 janvier 2019 au bout de 2 matchs de championnat et 1 match de BBL Trophy (Coupe de basket-ball de Grande-Bretagne).
Sa prochaine étape est au Bahreïn du côté de Al-Hala au début du mois de janvier. Pour son premier match lors de la 12e journée de la saison régulière le 6 janvier, il marque 21 points mais ne parvient pas à remporter la rencontre face à Al-Manama. Après seulement quatre matchs disputés en première division du Bahreïn, Richards part fin février 2019.
Pour la fin de la saison 2018-2019, Ryan Richards rejoint l'équipe du championnat mexicain Soles de Mexicali. Il arrive en début de playoffs et dispute sa première rencontre le 2 mars en quarts de finale contre les Aguacateros de Michoacán. L'équipe avance jusqu'en demi-finales mais se fait éliminer sur le score de 4-2 face aux Capitanes de Ciudad de México le 26 mars. 
En septembre 2019, Ryan Richards découvre l'Estonie et signe avec le champion en titre basé dans la capitale Tallinn, le BC Kalev, pour la saison 2019-2020. Il dispute 2 rencontres en VTB United League et 2 rencontres en championnat estonien avant de quitter le BC Kalev fin octobre 2019.
Comme lors de son dernier passage en Grande-Bretagne l'année précédente, Richards signe à nouveau un contrat de courte durée avec les Surrey Scorchers début novembre 2019. Son rôle est de remplacer le pivot Sol Rolls-Tyson temporairement blessé pour terminer la campagne de BBL Cup (Coupe de basket-ball de Grande-Bretagne) en cours. Richards dispute 4 rencontres en BBL Cup et marque 6,5 points en moyenne. Son contrat expire le 17 décembre 2019.
Alors que son contrat avec les Surrey Scorchers n'est pas encore expiré, Richards est déjà annoncé en Iran comme nouvelle recrue du Shardari Gorgan, équipe qu'il avait amené en quarts de finale du championnat iranien lors de la saison 2015-2016. Au cours de la saison, Richards enchaine les victoires avec Gorgan aux côtés de Perry Petty mais quitte l'Iran début février 2020 avant la fin de la saison régulière.
Pour la fin de la saison 2019-2020, Ryan Richards rentre en Europe et rejoint l'équipe britannique des Plymouth Raiders en février 2020. La saison 2019-2020 est interrompue le 18 mars à cause de la pandémie de Covid-19 qui a mis à l'arrêt le monde sportif. Par la suite le championnat est entièrement annulé le premier juin 2020 et Ryan Richards quitte les Plymouth Raiders avec une moyenne de 8 points par match.
En juin 2020 il signe avec le Phoenix Brussels, équipe du championnat belge, basée à Bruxelles. Le club annonce son départ le 25 novembre de la même année. Durant ces 6 mois, il ne dispute qu'un seul match de championnat face aux Telenet Giants Antwerp.
Le 28 novembre 2020, les Surrey Scorchers officialisent la signature de Richards avec un contrat d'un an. Il rejoint l'équipe basée à Guildford une troisième fois en deux ans, entraînée par Creon Raftopoulos comme lors de ses derniers passages. Le 20 mars 2021 le club annonce le départ de Richards. Pendant ces 4 mois Richards dispute 16 matchs de championnat dans lesquels il marque 10,6 points à 47% de réussite en moyenne. Il dispute 1 match de BBL Cup mais se fait éliminer par les Manchester Giants sur le score de 87-84. En BBL Trophy il avance jusqu'en demin-finale, qu'il perd en aller-retour face à son ancienne équipe des Plymouth Raiders.
Il signe son nouveau contrat en championnat tunisien avec le Stade nabeulien pour le restant de la saison 2020-2021.
À la suite de cette courte expérience en Tunisie, Richards signe un nouveau contrat à l'Atlético Pétróleos de Luanda en Angola. Il participe ainsi à la Africa Basketball League soutenu par la NBA. En trois matches disputés il parvient à inscrire une moyenne de 9,3 points et 4 rebonds. Finalement l'Atlético Pétróleos de Luanda termine à la troisième place pour cette édition 2021 au Rwanda.
Ryan Richards passe la présaison à se préparer individuellement. Le 15 Juillet 2021 il s'engage avec le club japonais Aomori Wat's. Il reste une saison entière au Japon mais ne réussit pas la montée en première division. 

## Carrière internationale
Ryan Richards fait sa première apparition en sélection nationale pour l'Angleterre en 2006 lors du championnat européen des moins de 16 ans en Estonie. L'Angleterre finit à la 8e place en division B. Richards marque 9,7 points avec 5,4 rebonds par match en moyenne. À l'été 2007, Richards participe à la même compétition avec l'Angleterre qui finit 4e de la division B en perdant dans la petite finale face à la Suède 66-65. Il termine la compétition sur un double-double en moyenne avec 18,6 points et 11,6 rebonds par match.
En 2009, Ryan Richards dispute deux matchs du championnat européen des moins de 18 ans avec l'Angleterre en division B. L'Angleterre finit à la 8e place et Richards se procure un nouveau double-double en moyenne à 29 points et 13 rebonds par match.
À l'âge de 20 ans, Richards est sélectionné en équipe des moins de 20 ans de Grande-Bretagne pour disputer le championnat européen des moins de 20 ans en Espagne en juillet 2011. Il se démarque avec 22,3 points et 8,1 points en moyenne par match en sept apparitions de division B, meilleure statistique de l'équipe entière. Après ce passage en équipe de Grande-Bretagne des moins de 20 ans réussi, Richards est appelé en équipe senior de Grande-Bretagne pour participer au camp d'entraînement. Sa première apparition pour l'équipe première de la Grande-Bretagne a lieu lors du tournoi de préparation London International Basketball Invitational, le 16 août contre la France dans une défaite 82-60. Le 21 août il finit le tournoi avec des moyennes de 1,6 rebond et 0,4 passe décisive par match sans marquer le moindre panier en 5 rencontres. L'effectif définitif de la Grande-Bretagne pour le championnat d'Europe 2011 est dévoilé le 28 août et Richards n'y figure pas. Il est le dernier à y être retiré.
En été 2012, en approche des Jeux olympiques, Richards déclare ne plus vouloir représenter la Grande-Bretagne mais de rejoindre la Jamaïque. Il quitte donc l'effectif britannique, mais son changement de nationalité sportive n'a pas lieu et Richards ne participe finalement pas aux Jeux olympiques.
En juin 2018, sept ans après son dernier match pour la Grande-Bretagne, Ryan Richards est convoqué pour les deux dernières rencontres du premier tour de la qualification pour la coupe du monde 2019. Il joue la rencontre perdue contre Israël et parvient à marquer 5 points en 11 minutes. À la suite de cette défaite la Grande-Bretagne est éliminée.

## Palmarès

### En club
- Champion d'Autriche en 2013 avec le BC Zepter Vienna.

## Statistiques

### En Coupes d'Europe

#### EuroLigue
| Saison    | Équipe               | Matchs | Titul. | Min./m | % Tirs | % 3pts | % LF | Rbds/m | PassD/m | Int/m | Ctrs/m | Pts/m |
| --------- | -------------------- | ------ | ------ | ------ | ------ | ------ | ---- | ------ | ------- | ----- | ------ | ----- |
| 2012-2013 | Asseco Prokom Gdynia | 5      | 3      | 12,0   | 66,7   | 0      | 75   | 2,6    | 0,2     | 0     | 0,6    | 4,4   |

#### EuroChallenge
| Saison    | Équipe       | Matchs | Titul. | Min./m | % Tirs | % 3pts | % LF | Rbds/m | PassD/m | Int/m | Ctrs/m | Pts/m |
| --------- | ------------ | ------ | ------ | ------ | ------ | ------ | ---- | ------ | ------- | ----- | ------ | ----- |
| 2014-2015 | Egis Körmend | 6      | 3      | 28,3   | 45,6   | 38,1   | 75,6 | 7,8    | 0,8     | 0,1   | 0,5    | 20,7  |

### En Coupes d'Afrique

#### Basketball Africa League
| Saison | Équipe                       | Matchs | Titul. | Min./m | % Tirs | % 3pts | % LF | Rbds/m | PassD/m | Int/m | Ctrs/m | Pts/m |
| ------ | ---------------------------- | ------ | ------ | ------ | ------ | ------ | ---- | ------ | ------- | ----- | ------ | ----- |
| 2021   | Atlético Pétróleos de Luanda | 3      | 2      | 16,3   | 46,7   | 66,7   | 66,7 | 4,0    | 1,7     | 1,0   | 0,0    | 9,3   |